# Lysychansk
Lysychansk (tiếng Ukraina: Лисичанськ, tiếng Nga: Лисичанск) là một thành phố Ukraina. Thành phố thuộc tỉnh Luhansk ở phía đông của Ukraina. Dân số theo điều tra năm 2001 là 115.229 người. Thành phố có diện tích 95,64 km2. Thành phố nằm bên hữu ngạn sông Seversky Donets, cự ly khoảng 90 km so với tỉnh lỵ Luhansk. Thành phố là một raion thuộc tỉnh.
Ngày 03/07/2022, Nga và phe ly khai đã kiểm soát hoàn toàn thành phố Lysychansk và toàn bộ tỉnh Luhansk